# Ephraim Nimni
Ephraim Joseph Nimni (geb. 16. März 1949) ist ein Sozialwissenschaftler, der in Israel, Australien und dem Vereinigten Königreich gearbeitet hat.

## Werk
Nimni erwarb seinen Bachelor in Jerusalem,  seinen Master of Arts an der University of Essex und seinen PhD an der University of Hull. Er arbeitete u. a. als Senior Lecturer über Politik und internationale Beziehungen an der University of New South Wales, an der LSE, an der Universität des Baskenlandes   und zuletzt am Centre for the Study of Ethnic Conflict an der Queen’s University Belfast. Er verfasste zahlreiche Arbeiten zu den Themen Nationalismus, ethnische Konflikte und Minderheiten.  Außerdem befassen sich seine Arbeiten mit dem Verhältnis von Marx und Engels zum Nationalismus sowie mit dem Israel-Palästina-Konflikt und dem Postzionismus. Für seine Forschungen erhielt er u. a. ein Stipendium vom europäischen Zentrum für Minderheitenfragen. 2008 war er Mitglied im UN-Ausschuss für wirtschaftliche, soziale und kulturelle Rechte. Er gab die erste vollständige Übersetzung von Otto Bauers Schrift Die Nationalitätenfrage und die Sozialdemokratie  ins Englische heraus. Er befasst sich insbesondere mit Modellen nicht-territorialer Autonomie für Minderheiten. Er kritisiert an den Äußerungen von Marx und Engels zum Nationalismus besonders deren Unterscheidung zwischen „Völkern mit“ und „Völkern ohne Geschichte“, die diese von Herder und Hegel übernommen hätten.
Nimni unterzeichnete die Jerusalemer Erklärung zum Antisemitismus.

## Werk (Auswahl)

### Monographien
- Marxism and Nationalism: The Theoretical Origins of the Political Crisis, ISBN 0745303587, Pluto Press, 1992
- National Cultural Autonomy and its Contemporary Critics, ISBN 0415249643, Taylor&Francis, 2005

### Aufsätze
- The Challenge of Post-Zionism: Alternatives to Israeli Fundamentalist Politics, London 2003, Herausgabe und Einleitung  (Rezension von Aubrey L. Glazer als PDF)
- Marx, Engels and the National Question. Science & Society, Vol. 53, No. 3 (Fall, 1989), pp. 297-326